# PLAY.Me
『PLAY. Me』（プレイ・ミー）は、jyA-Meの4枚目のオリジナル・アルバム。2016年4月22日にFLEX MUSIC / STARBASE RECORDSから発売された。

## 概要
Venus-B/キングレコードの消滅後、STARBASE RECORDSのサブレーベルFLEX MUSICへ移籍して最初のアルバムとなる。CDの全国流通盤では先行配信た8曲に加え2015年にデジタルシングルとしてリリースされた「No More Drama」が追加されている。本アルバムはセルフプロデュースで制作され、アルバムタイトル「PLAY. Me」には、「何かをしている時に私の音楽と共に過ごして欲しい(Play with me)。」という思いや、「言葉やサウンドに遊び心(PLAY) のあるアルバムを作りたかった。」という思いが込められている。彼女のコーラスからスタートする「PLAY. Me」、エレクトロ・サウンドが駆け巡る「See The Light」と「Butterfly」、トラップとホーンサウンドが融合した「#Mydentity」、女心たっぷりな歌詞が詰まった「Nobody Like U」や「Stay hungry, Stay pretty」、唯一バラードとして収録された「Starting Over」と自身のみの楽曲に加え、鎌倉を拠点に活動しているインストゥルメンタル・ギタリストSho Hamadaを迎えた初のアコースティックソング「Waiting for me...feat. Sho Hamada」が収録されている。

## 収録曲
- 全作詞：jyA-Me
- 作曲：jyA-Me、RYU-JA（特記以外）・jyA-Me（1,8）・jyA-Me、MARCHIN（9）

1. PLAY. Me[00:50]
2. See The Light[04:02]
3. #Mydentity[03:19]
4. Nobody Like U[03:36]
5. Stay hungry Stay pretty[03:46]
6. Butterfly[04:25]
7. Starting Over[04:38]
8. Waiting for me feat. Sho Hamada[03:26]
9. No More Drama[04:32]